# Кент Брокман
Кент Брокман (енгл. Kent Brockman) је измишљени лик из цртане серије Симпсонови, коме глас позајмљује Хари Ширер. У епизодама Симпсонових Кент игра модератора у КББЛ-ТВ.